# Gátér megállóhely
Gátér megállóhely egy Bács-Kiskun vármegyei vasúti megállóhely, Gátér településen, a MÁV üzemeltetésében. A megállóhely jegypénztár nélküli, nincs jegykiadás. A megálló-rakodóhely háromvágányos, a fővágány a harmadik, az első vágányzáró sorompókkal biztosított, a váltók helyszíni állításúak. Közúti elérését a 451-es főútból kiágazó, nyúlfarknyi 45 306-os számú mellékút teszi lehetővé.
Gátér önálló községgé 1924. május 1-jén vált, ebben az időben már állt a vasútállomás.

## Vasútvonalak
Az állomást az alábbi vasútvonalak érintik:
- Kiskunfélegyháza–Orosháza-vasútvonal

## Kapcsolódó állomások
A vasútállomáshoz az alábbi állomások vannak a legközelebb:
- Csongrádi úti tanyák megállóhely
- Kettőshalom megállóhely

## Forgalom
| Járat        | Útvonal | Gyakoriság |
| ------------ | --- | ---------- |
| személyvonat | Kiskunfélegyháza – Városi park – Csongrádi úti tanyák – Gátér – Kettőshalom – Kónyaszék – Csongrád alsó – Csongrád – Hékéd – Szentes | Napi 4 pár |
| személyvonat | Kiskunfélegyháza – Városi park – Csongrádi úti tanyák – Gátér – Kettőshalom – Kónyaszék – Csongrád alsó – Csongrád – Hékéd – Szentes – Szegvár – Kórógyszentgyörgy – Mindszent – Mártély – Hódmezővásárhelyi Népkert – Hódmezővásárhely | Napi 5 pár |